# Rikke Madsen
Rikke Madsen (Varde, 9 augustus 1997) is een voetbalspeelster uit Denemarken. Ze speelt als aanvaller voor HB Køge in de Elitedivisionen.

## Clubcarrière
Madsen werd geboren in Varde en begon met voetballen op vijfjarige leeftijd. Ze droomde niet van een actieve loopbaan als voetbalster. Madsen groeide op in een sportieve familie, waarin meerdere van haar familieleden op profniveau actief waren.
Madsen voegde zich in juli 2019 bij Vålerenga. Met deze club won ze in 2020 de Noorse beker.
Na twee en halfjaar in Noorwegen te hebben gespeeld, stapte Madsen op 11 januari 2022 over naar het Spaanse Madrid CFF.
In augustus 2022 voegde Madsen zich bij het Amerikaanse North Carolina Courage in de NSWL, waar ze een contract voor de duur van anderhalf jaar tekende. Op 27 mei 2023 maakte Madsen haar eerste doelpunt in Amerikaanse dienst door raak te koppen in een 2-1 overwinning op Racing Lousville FC.
Madsen tekende op 20 november 2023 haar eerste contract bij de club. Op 10 januari 2024 maakte North Carolina Courage bekend dat Madsen de club ging verlaten. Madsen werd in het seizoen ervoor verhuurd aan het Australische Melbourne Victory FC. Ze maakte haar debuut voor de Australische club op 17 december 2022 in een wedstrijd tegen Newcastle Jets FC. Madsen werd verhuurd om het gemis van Melbourne City FC-speelster Catherine Zimmerman op te vangen. Na de terugkeer van de Amerikaanse speelster op het veld, eindigde Madsens verhuurbeurt. Ze keerde op 2 februari 2023 terug bij North Caroline Courage.
Op 13 januari 2024 werd Madsen gecontracteerd door het Engelse Everton FC. Ze was de zesde Deense speelster bij de club. Ze maakte op dezelfde dag als ze was gepresenteerd, 13 januari 2024, haar debuut als invalster in de tweede helft tegen Aston Villa in de FA Cup.
Op 24 mei 2024 werd bekend dat Madsen in verwachting was van haar eerste kind, waardoor ze voor lange tijd afstand nam van het voetbal. Everton maakte op 9 mei 2025 bekend dat het aflopende contract van Madsen niet werd verlengd, waarna ze de club verliet. Ze keerde terug naar haar geboorteland, waar ze een contract tekende bij HB Køge.

## Statistieken
| Seizoen | Club              | Land       | Competitie       | Wedstrijden | Doelpunten |
| ------- | ----------------- | ---------- | ---------------- | ----------- | ---------- |
| 2019/20 | VSK Aarhus        | Denemarken | Elitedivisionen  | 5           | 6          |
| 2019    | Vålerenga         | Noorwegen  | Toppserien       | 13          | 1          |
| 2020    | Vålerenga         | Noorwegen  | Toppserien       | 16          | 3          |
| 2021    | Vålerenga         | Noorwegen  | Toppserien       | 18          | 1          |
| 2021/22 | Madrid CFF        | Spanje     | Primera Division | 12          | 1          |
| 2022    | Arsenal           | Engeland   | Super League     | 4           | 0          |
| 2023    | Arsenal           | Engeland   | Super League     | 17          | 1          |
| 2022/23 | Melbourne Victory | Australië  | A-League Women   | 7           | 1          |
| 2023/24 | Everton WFC       | Engeland   | Super League     | 5           | 0          |
| 2024/25 | Everton WFC       | Engeland   | Super League     | 5           | 0          |
| 2023/24 | HB Køge           | Denemarken | Elitedivisionen  | 0           | 0          |
| Totaal  | Totaal            | Totaal     | Totaal           | 102         | 14         |

Laatste update: 23 juli 2025

## Interlandcarrière
Madsen maakte in 2019 haar debuut voor het Deense nationale team. Op 12 november van hetzelfde jaar maakte ze haar eerste interlanddoelpunt in een wedstrijd tegen Georgië. In 2022 en 2023 was Madsen van de partij op respectievelijk het EK 2022 in Engeland en het WK 2023 in Australië en Nieuw-Zeeland. Op laatstgenoemde maakte Madsen in alle Deense wedstrijden haar opwachting. In 2025 volgde een nieuwe uitverkiezing voor Madsen voor op het EK 2025 in Zwitserland. Hier bleef Denemarken steken in de groepsfase na nederlagen in alle groepswedstrijden.